# Devasahayam Pillai
Lazaro (detto Devasahayam) Pillai, al secolo Neelakanta (Nattalam, 23 aprile 1712 – Aralvaimozhi, 14 gennaio 1752), è stato un ufficiale indiano presso la corte del re di Travancore. Venne assassinato da un gruppo di soldati a causa della sua conversione al cristianesimo. È venerato come santo dalla Chiesa cattolica.

## Biografia
Neelakanta Pillai nacque il 23 aprile 1712 da una ricca famiglia induista, nel villaggio di Nattalam di Vilavancode. Ebbe un'ottima formazione e raggiunse un alto livello di preparazione culturale. Iniziò la sua carriera come militare, ma divenne ben presto ministro della corte del re di Thiruvithancore e assistente di un importante tempio indù. Si sposò con una giovane donna appartenente alla stessa casta.
Nel 1742, conobbe il capitano olandese, Eustachius De Lannoy, preso prigioniero in una battaglia, che lo mise in contatto con il missionario Giovanni Battista Buttari, un gesuita che diventerà suo amico e consigliere spirituale.
Da questo incontro inizierà per lui, un periodo di conversione.
Il 14 maggio 1745 ricevette il battesimo secondo il rito latino, dichiarando: «Nessuno mi ha costretto a venire, sono venuto dalla mia propria volontà. Conosco il mio cuore: Egli è il mio Dio. Ho deciso di seguirLo e lo farò per tutta la mia vita».
Ricevette il nome cristiano di "Lazzaro", che significa «Aiuto di Dio»; in lingua tamil fu reso con "Devasahayam".
Da quel momento incominciò una grande opera di evangelizzazione per promuovere la fede in Cristo Gesù e predicando l'uguaglianza tra i popoli, nonostante le differenze di casta.
Questo, però, gli attirò l'odio dei bramini e degli appartenenti alla casta Nair.
Intanto, diverse persone, fra cui anche sua moglie, chiesero di essere battezzate.
Il 23 febbraio 1749, venne arrestato dal re ed iniziò per lui un periodo di persecuzioni che dureranno fino alla morte.
Ricevette numerose torture e umiliazioni e fu imprigionato diverse volte.
In seguito fu incatenato a un albero ed esposto alle intemperie. Tuttavia la sua fede restò salda e trasformò quel luogo in un'oasi di preghiera, di comunione con Dio e di evangelizzazione. Alcune volte gli fu concesso di ricevere l'Eucaristia.
Infine fu esiliato ai confini del regno, nei pressi di Aralvaimoshy, ma anche qui la sua fama si diffuse presto, generando numerose conversioni alla fede cristiana.
Il 14 gennaio 1752 venne assassinato con cinque colpi di fucile da un gruppo di soldati.

## Culto
La causa di canonizzazione fu promossa dalla diocesi di Kottar e dalla Conferenza Episcopale Indiana. 
La Santa Sede concesse il nihil obstat il 22 dicembre 2003. Il 3 luglio 2006 si aprì il processo diocesano che si concluse il 7 settembre 2008. 
Gli atti furono inviati alla Congregazione per le cause dei santi e il 18 marzo 2010 furono convalidati. Il 28 giugno 2012 papa Benedetto XVI promulgò il decreto in cui riconosceva il martirio, consentendo la sua beatificazione, la quale avvenne il 2 dicembre successivo.
Il 21 febbraio 2020 papa Francesco ha autorizzato la pubblicazione del decreto riguardante un miracolo attribuito all'intercessione del beato; la canonizzazione è stata celebrata in piazza San Pietro il 15 maggio 2022 dallo stesso pontefice.

## Il miracolo per la canonizzazione
Ai fini della canonizzazione la Chiesa cattolica ha considerato miracoloso quanto accaduto in India nel 2013. Una donna alla quarta settimana di gravidanza era stata sottoposta a esami ecografici, dai quali erano risultati la mancanza di battito cardiaco e di movimento del feto.
La donna, cattolica, si fece portare dai genitori dell'acqua attinta dal pozzo di Nattalam, dove era nato il beato Lazzaro: un'ora dopo averla bevuta, sentì che il feto si muoveva. Fu effettuata una nuova ecografia, che accertò il ripristino dell'attività cardiaca fetale. Successivamente il bambino nacque sano e in buone condizioni generali. Dopo aver accertato l'inspiegabilità scientifica del caso fu dichiarata la natura miracolosa della guarigione, avvenuta per intercessione del beato Lazzaro.